# Ouallam (département)
Ouallam, ou le Zarmaganda, est un département du Niger situé au nord de la région de Tillabéri.

## Géographie

### Administration
Ouallam est un département de 22 093 km² de la région de Tillabéri.

Son chef-lieu est Ouallam.
Avant la réforme territoriale de 2002, le département de Ouallam comptait trois cantons (Simiri, Oualam, et Tondikiwindi), un poste administratif (Banibangou), et 234 villages.
Son territoire se décompose maintenant en:
- Communes urbaines : Ouallam.
- Communes rurales : Dingazi, Simiri, Tondikiwindi.

### Situation
Le département de Ouallam est situé entre les latitudes 14° et 16° nord et les longitudes 1°62 et 2°66 est. 
Il est entouré par :
- au nord : le Mali,
- à l'est : le département de Filingué,
- au sud : le département de Kollo,
- à l'ouest : le département de Tillabéri.

## Population
La population est estimée à 383 632 habitants en 2011.
Le département est peuplé essentiellement de Zarmas et de quelques tribus Touareg.

## Économie
La région a connu une grave crise alimentaire durant les trente dernières années, due à la sècheresse du Sahel.

## Histoire

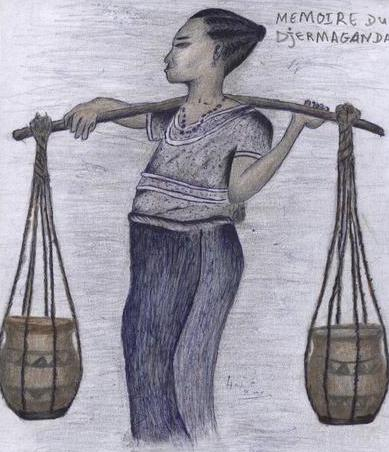
Système de transport des objets lourds par les femmes du Zarmaganda

L'arrondissement de Ouallam devient département par la réforme administrative de 1998.

## Culture et patrimoine
Zarmaganda (Berceau des Zarmas), comme l'indique son étymologie par opposition aux aires d'extension de ce peuple, cette région a été le support spatial des premières installations des groupes Zarmas venus du Mali, du XVe au XVIe siècle. C'est là que se trouve le tombeau de Mali Bero l'ancêtre éponyme des Zarmas, dont le mythe du Daba (secco volant) rappelle le tapis volant du prophète Salomon.